# Ideon Gateway
Ideon Gateway is een Zweedse wolkenkrabber gelegen in het noordelijk deel van de universiteitsstad Lund (provincie Skåne län) een paar honderd meter ten westen van de E 22. Met zijn 74 meter hoogte is het gebouw het hoogste van Lund en het vijftiende hoogste van Zweden.
De bouw ving aan eind 2010 en het gebouw werd in januari 2013 opgeleverd. De gevel verandert van kleur afhankelijk van de hoek waarin je het gebouw bekijkt. De wolkenkrabber is ontworpen door architecten Uulas AB. SandellSandberg Architects Ltd is betrokken geweest bij de inrichting van de openbare ruimtes van het kantoorgebouw. Het gebouw bestaat uit twee gedeeltes. In het hoogste gebouw van 19 etages zijn medium grote bedrijven gevestigd uit verschillende sectoren. In het lagere gedeelte van 14 verdiepingen bevindt zich Elite Hotels met 182 kamers.

## Foto's

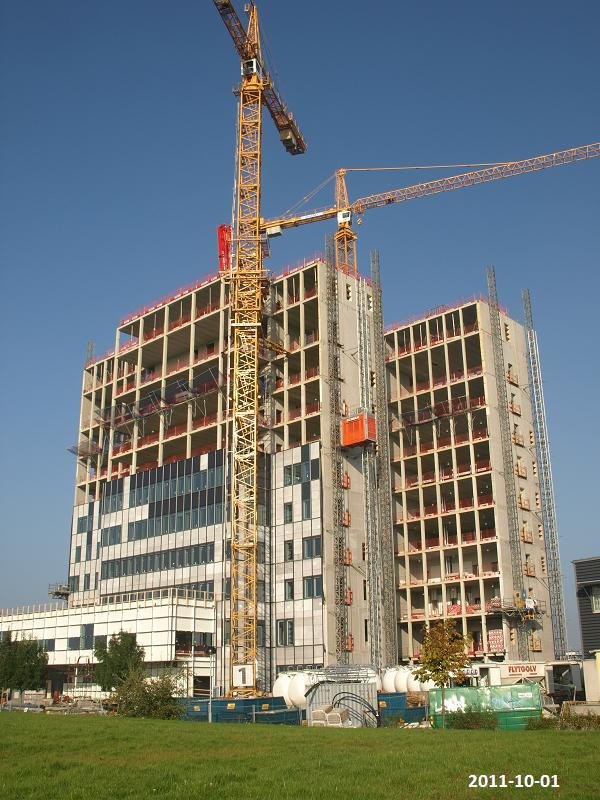
Bouw in 2011
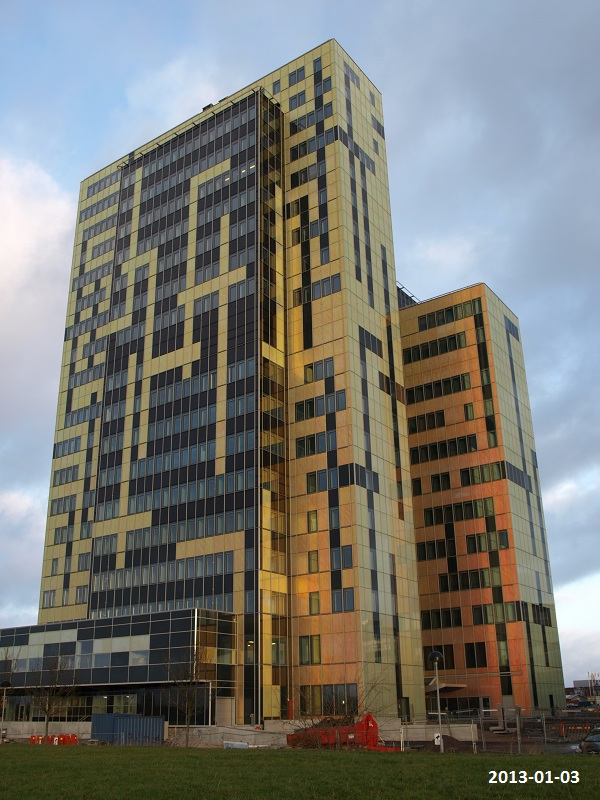
Gebouw in 2013
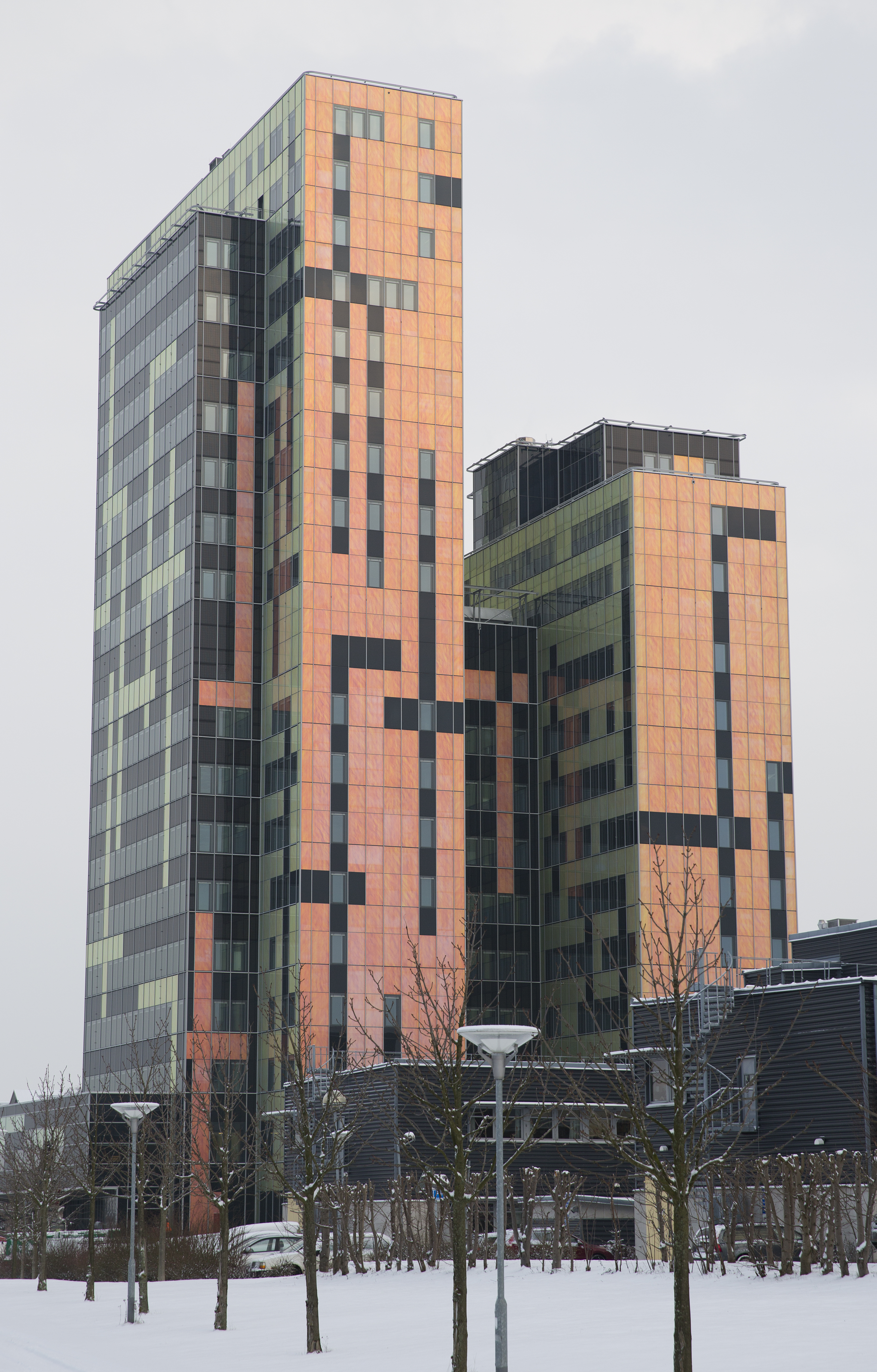